# Temporada 1966 de la NFL
La Temporada 1966 de la NFL fue la 47.ª en la historia de la NFL y la temporada después de la cual se
jugó el Super Bowl I, a pesar de que fue llamado al Juego de Campeonato Mundial de la AFL-NFL.La liga se expandió
a 15 equipos con la adición de los Atlanta Falcons, por lo tanto, hubo un número impar de equipos (haciendo necesaria la creación de
la semana de descanso). St. Louis Cardinals habilitó su nuevo estadio, el Busch Stadium.
Esta fue la última temporada en la que equipos de la NFL se dividieron en dos grupos llamados conferencias, y una sola ronda de
playoffs, el juego de campeonato de la NFL entre los dos campeones de las conferencias.

## Fusión de la AFL-NFL
A medida que la guerra competitiva entre la NFL y la American Football League alcanzó su pico, las dos ligas acordaron fusionarse el 8 de junio de 1966. En virtud del acuerdo:
- Las dos ligas se combinarían para formar una liga ampliada con 24 equipos, que se vería incrementada a 26 equipos en 1969, y a 28 equipos en 1970 o poco después.
- Todos los equipos existentes se mantendrían, y ninguno de ellos se pueden mover fuera de sus áreas metropolitanas.
- Mientras se mantienen calendarios separados hasta 1969, las ligas acordaron jugar un juego anual en enero de 1967 denominado Juego de Campeonato Mundial AFL-NFL.
- Las dos ligas se fusionarían oficialmente en 1970 para formar una liga con dos conferencias.

## Carrera de Conferencia
En la Conferencia del Oeste, la primera derrota de Green Bay fue en la semana 5, cayendo 21-20 en San Francisco para empatar con
los Rams. Los Rams perdieron 35-7 en Minnesota la semana siguiente, y Green Bay se quedó delante hasta la semana 9, cuando Minnesota
les venció por 20-17. La victoria de Baltimore 19-7 sobre Atlanta empató con los Packers en la semana 10 con un registro 7-2-0 , pero
los Colts perdieron en Detroit la siguiente semana, 20-14. Los Packers lograron el título en la Semana 13.
En la Conferencia Este, los St. Luis Cardinals tomaron la delantera, ganando sus primeros cinco juegos. (Los Dallas Cowboys también
eran invictos, pero debido a una semana de descanso en la semana uno, había jugado un juego menos y por lo tanto por medio juego, los
Cardinals lideraban la clasificación). Los equipos invictos se enfrentaron en la semana 6, y ambos mantuvieron esa condición después
de un empate 10-10. Sin embargo, ambos equipos sufrieron su primera derrota de la próxima semana, St Luis en Washington por 26-20,
y los Cowboys en Cleveland por 30-21. En la semana 9 (6 de noviembre), St Luis venció a los Giants, 20-17,mientras que Dallas pérdió
24-23 frente a los Eagles. A la semana siguiente, Dallas ganó en Washington el 31-30 con un gol de campo faltando solo 0:15 por jugar,
mientras que las Cardinals perdieron en Pittsburgh, 30-9, cortando su margen de seguridad a un medio juego de nuevo. San Luis tuvo
una semana de descanso en la semana 11, y una victoria de Dallas por 20-7 sobre Pittsburgh dio un registro de 7-2-1 para los Cardinals
y los Cowboys. Ambos equipos ganaron la semana siguiente, se enfretarían el 4 de diciembre en Dallas durante la Semana 13. Los
Cardinals tomaron una ventaja de 10-7 en el primer cuarto, pero Dallas ganaron 31-17 para tomar el liderato de la conferencia. En la
Semana de 14, Dallas fue local contra Washington, y perdieron 34-31 con un gol de campo faltando 0:08. Los Cardinals se encontraban
en un juego que deberían contra un rival, en teoría, accesible, los nuevos (2-10-0) Atlanta Falcons. En lugar de ello, los Falcons
encontraron su tercera victoria y acabaron con las esperanzas de St. Louis para ir al juego de campeonato. Los Cardenales de San Luis, que perdieron de nuevo la próxima semana,
nunca llegaron de nuevo tan cerca del Super Bowl antes de pasar a Phoenix veinte años más tarde.
| Semana | Oeste                  |        | Este                  |        |
| ------ | ---------------------- | ------ | --------------------- | ------ |
| 1      | Det, G.B., L.A.        | 1–0–0  | Cleveland, St. Louis  | 1–0–0  |
| 2      | Green Bay, Los Angeles | 2–0–0  | St. Louis, Pittsburgh | 2–0–0  |
| 3      | Green Bay Packers      | 3–0–0  | St. Louis Cardinals   | 3–0–0  |
| 4      | Green Bay Packers      | 4–0–0  | St. Louis Cardinals   | 4–0–0  |
| 5      | Green Bay, Los Angeles | 4–1–0  | St. Louis Cardinals   | 5–0–0  |
| 6      | Green Bay Packers      | 5–1–0  | St. Louis Cardinals   | 5–0–1  |
| 7      | Green Bay Packers      | 6–1–0  | St. Louis Cardinals   | 5–1–1  |
| 8      | Green Bay Packers      | 7–1–0  | St. Louis Cardinals   | 6–1–1  |
| 9      | Green Bay Packers      | 7–2–0  | St. Louis Cardinals   | 7–1–1  |
| 10     | Baltimore, Green Bay   | 7–2–0  | St. Louis Cardinals   | 7–2–1  |
| 11     | Green Bay Packers      | 8–2–0  | Dallas, St. Louis     | 7–2–1  |
| 12     | Green Bay Packers      | 9–2–0  | Dallas, St. Louis     | 8–2–1  |
| 13     | Green Bay Packers      | 10–2–0 | Dallas Cowboys        | 9–2–1  |
| 14     | Green Bay Packers      | 11–2–0 | Dallas Cowboys        | 9–3–1  |
| 15     | Green Bay Packers      | 12–2–0 | Dallas Cowboys        | 10–3–1 |

## Temporada regular
V = Victorias, D = Derrotas, E = Empates, CTE = Cociente de victorias, PF= Puntos a favor, PC = Puntos en contra

Nota: Los juegos empatados no fueron contabilizados de manera oficial en las posiciones hasta 1972
| Campeón de Conferencia |

| Dallas Cowboys      | 10 | 3  | 1 | .769 | 445 | 239 |
| Cleveland Browns    | 9  | 5  | 0 | .643 | 403 | 259 |
| Philadelphia Eagles | 9  | 5  | 0 | .643 | 326 | 340 |
| St. Louis Cardinals | 8  | 5  | 1 | .615 | 264 | 265 |
| Washington Redskins | 7  | 7  | 0 | .500 | 351 | 355 |
| Pittsburgh Steelers | 5  | 8  | 1 | .385 | 316 | 347 |
| Atlanta Falcons     | 3  | 11 | 0 | .214 | 204 | 437 |
| New York Giants     | 1  | 12 | 1 | .077 | 263 | 501 |

| Green Bay Packers   | 12 | 2 | 0 | .857 | 335 | 163 |
| Baltimore Colts     | 9  | 5 | 0 | .643 | 314 | 226 |
| Los Angeles Rams    | 8  | 6 | 0 | .571 | 289 | 212 |
| San Francisco 49ers | 6  | 6 | 2 | .500 | 320 | 325 |
| Chicago Bears       | 5  | 7 | 2 | .417 | 234 | 272 |
| Detroit Lions       | 4  | 9 | 1 | .308 | 206 | 317 |
| Minnesota Vikings   | 4  | 9 | 1 | .308 | 292 | 304 |

## Juego de Campeonato
- Green Bay 34, Dallas 27 en el Cotton Bowl en Dallas, Texas, el 1 de enero de 1967.

## Premios anuales
Al final de temporada se entregan diferentes premios reconociendo el valor del jugador durante la temporada entera.
| Premio              | Ganador    | Posición    | Equipo            |
| ------------------- | ---------- | ----------- | ----------------- |
| Jugador más valioso | Bart Starr | Quarterback | Green Bay Packers |
| Entrenador del año  | Tom Landry | Head Coach  | Dallas Cowboys    |